# Machelberg
Machelberg ist ein Ortsteil der Gemeinde Weil im oberbayerischen Landkreis Landsberg am Lech.

## Geografie
Der Weiler liegt etwa einen halben Kilometer südöstlich des Ortsteils Schwabhausen bei Landsberg. Unmittelbar nördlich verläuft die Trasse der Bahnstrecke München–Buchloe.

## Geschichte
Machelberg wird bereits 769 erstmals als Mahaleihhi erwähnt, der Name lässt sich als Ort bei der Gerichtseiche deuten.
Der Weiler gehörte zum Hl.Geist-Spital Landsberg, 1761 werden zwei ganze Höfe erwähnt.
Nach der Säkularisation wurde der Weiler im Zuge der Gemeindeedikte von 1818 Bestandteil der neu gebildeten Gemeinde Schwabhausen bei Landsberg im Landgericht Landsberg.
Mit dieser wurde Machelberg im Zuge der Gebietsreform in Bayern am 1. Januar 1972 nach Weil eingemeindet.